# Tynaarlo (village)
Tynaarlo  (en drents : Tynaorl) est un village néerlandais de la commune de Tynaarlo, situé dans la province de Drenthe. Le 1er janvier 2020, la population s'élevait à 1 805 habitants.

## Géographie
Tynaarlo est situé près des trois plus grandes localités de Zuidlaren, Eelde et Vries qui constituent la commune de Tynaarlo. Le village s'établit près de l'autoroute A28, entre les villes de Groningue au nord et Assen au sud.

## Histoire
Tynaarlo fait partie de la commune de Vries avant le 1er janvier 1998, date à laquelle celle-ci fusionne avec Eelde et Zuidlaren pour former une nouvelle commune portant le nom de cette dernière, mais après les protestations des deux autres, les autorités décident d'adopter un nom plus impartial. C'est alors le village de Tynaarlo qui est choisi pour donner son nom à la commune à compter du 1er janvier 2000.